# مهمة مش مهمة (فلم)
مهمة مش مهمة هو فيلم مصري سعودي مشترك من إنتاج روتانا للإنتاج السينمائي والجذور للإنتاج السينمائي، تم عرضه بتاريخ 3 فبراير 2022 وهو من إخراج أيمن العلي.

## القصة
قصة الفيلم هي عن شابين سعوديين يعملان في شركة نقل أموال وتسرق منهم 100 مليون يورو في بداية عملهم في الشركة، وتحصل لهم العديد من المواقف الطريفة أثناء محاولتهم حل هذه المشكلة.
الفيلم يحوي على نخبة من النجوم الكبار كبيومي فؤاد، وعبد المجيد الرهيدي وأحمد فتحي

## طاقم العمل

### أبطال الفيلم
- بيومي فؤاد
- أحمد فتحي
- هالة فاخر
- ياسر الطوبجي
- كارولين عزمي
- هيا فياض
- لمار
- عبدالمجيد الرهيدي
- مصطفى البنا
- محمود سيد
- حمد الشحري

### تأليف
- محمد محرز. (مؤلف)
- أمين جمال. (مؤلف)
- فاروق الشعيبي. (مؤلف)
- محمود حمدان. (مؤلف)

### إنتاج
- أيمن يوسف. (منتج)
- الجذور للإنتاج السينمائي. (الشركة المنتجه)
- مصطفى يوري. (منتج فني)
- محمود سيد (مدير إنتاج)

### إخراج
- أيمن العلي. (مخرج)